# Исакова, Мария Григорьевна
Мария Григорьевна Исакова (5 июля 1918, Вятка — 25 марта 2011, Москва) — советская конькобежка, Заслуженный мастер спорта СССР (1946). Отличник физической культуры (1948).
Первая советская чемпионка мира в конькобежном спорте (до 1948 года советские конькобежки не принимали участие в чемпионатах мира). Первая трёхкратная чемпионка мира по классическому многоборью (1948—1950), шестикратная абсолютная чемпионка СССР по скоростному бегу на коньках (1945—1949, 1951), рекордсменка мира на дистанции 1500 метров (2.29,5).

Мария Исакова на барельефе станции метро «Динамо»

## Биография
Мария Исакова родилась в небольшом селе Хлыновка в семье рабочих Григория Прокопьевича и Марфы Харитоновны Исаковых. Отец был кузнецом, мать вела домашнее хозяйство. Потом бедная многодетная семья жила в Вятке, в подвале, рядом со стадионом «Динамо». Зимой Маша брала коньки у подруг и каталась на стадионе. Позже брат ей сделал самодельные коньки. 
В начале 30-х её заметил тренер «Юного динамовца» Василий Обатуров. Он рассмотрел в худенькой, носящейся на ржавых «снегурках» по льду девчонке будущую королеву и выдал Маше настоящие коньки. Регулярные тренировки довольно быстро дали результат и уже на первых соревнованиях она установила два городских рекорда на 100 и 250 метров. За победу она получила новые галоши для коньков, которые сама попросила. Летом занималась лёгкой атлетикой, и по прыжкам в высоту заняла первое место.
К середине 30-х она уже работала диспетчером пожарной охраны в Кирове, который получил название после убийства Сергея Кирова в Ленинграде в 1934 году. В октябре 1935 года в Кирове была организована конькобежная школа «Динамо». В ней она занималась и готовилась к соревнованиям у тренера Николая Ефимовича Челышева. Уже в январе 1936 года соревновалась в Кирове с Мирой Валововой и выиграла у неё две дистанции 1500 и 2000 метров. Это было её первое публичное выступление и первая победа. В том году дебютировала в Москве на чемпионате СССР, заняла пятое место. 
Летом 1937 года она порвала мениск левой ноги, хрящ сросся, однако травма давала о себе знать все последующие годы. В 1938 году стала призёром чемпионата страны и установила мировой рекорд на дистанции 1500 метров. В 1938-1940 годах Мария преподавала в КФПИ. Она вышла замуж и родила двух дочерей - Полину и Ию. Однако началась Великая Отечественная война. Мария вступила в партию и стала членом КПСС в 1941 году. Она устроилась физкультурным работником в госпиталь, где проводила лечебную гимнастику для пациентов после операций..
Одновременно она работала в Кирове библиотекарем и телефонисткой пожарной охраны. В 1943 году её вызвали в Москву для участия в первенстве страны по конькобежному спорту. Руководство страны понимало, что физическая выносливость и твёрдость духа нужны не только на фронте, но и в тылу. Там Мария, истощённая от голода и потерявшая спортивную форму заняла лишь 7-е место. Исаковой предложили перебраться в столицу и вернуться к тренировкам. После переезда в Москву, жила с семьёй на стадионе «Динамо», в гостинице, где останавливались спортсмены. В 1944 году стала второй на чемпионате СССР, уступив только своей подруге Зое Холщевниковой.
В 1945 году она стала чемпионкой страны, а в 1948 году поехала на первый для Советского Союза женский чемпионат мира в Турку. Там она стала впервые чемпионкой мира, даже несмотря на травму колена. В том же 1948 году стала тренироваться под руководством Ивана Аниканова В 1949 году на чемпионате мира в Конгсберге и в 1950 году на чемпионате мира в Москве она ещё дважды стала чемпионкой мира. Тогда норвежский король во время награждения назвал Марию Исакову королевой льда.
В 1951 году Исакова установила новый рекорд страны на дистанции 1500 метров, преодолев её за 2:29,50 секунд. В том же году вышла её книга «Ледяные дорожки», в которой в форме коротких рассказов были опубликованы воспоминания Марии Григорьевны о своей жизни. За это время Мария Исакова стала 3-кратной абсолютной чемпионкой мира, 6-кратной абсолютной чемпионкой СССР, 23-кратной чемпионкой страны на отдельных дистанциях, 10-кратной рекордсменкой мира, 22-кратной рекордсменкой СССР.
В 1952 году, заняв всего лишь четвертое место на очередном чемпионате мира решила уйти из большого спорта и устроилась на тренерскую работу в добровольном спортивном обществе «Динамо».

Могила М. Г. Исаковой на Ваганьковском кладбище в Москве

Мария Исакова изображена на одном из барельефов станции московского метрополитена «Динамо» (скульптор Елена Янсон-Манизер).

### Личная жизнь и семья
Мария Исакова окончила в 1938 году Кировское физкультурно-педагогическое училище (КФПИ), а в 1958 году - Государственный центральный институт физической культуры в Москве. Была дважды замужем. Первый супруг - Виктор - погиб на фронте во время Великой Отечественной войны. Второй муж - Владимир Гончаров. Старшая дочь от первого брака - Полина Исакова (род. 1939) - выпускница Государственного центрального института физической культуры. Младшая дочь от первого брака - Ия (род. 1940) - умерла в раннем детстве. Сын от второго брака - Андрей Гончаров (род. 1955) - выпускник Московского государственного института международных отношений. Автор книг «Ледяные дорожки» (1951) и «К заветным рубежам» (1959). Проживала в Москве в квартире на Котельнической набережной. Скончалась 25 марта 2011 года в Москве. Похоронена на Ваганьковском кладбище. 28 декабря 2012 года Банк России в рамках серии «Выдающиеся спортсмены России» выпустил серебряную памятную монету, посвящённую Марии Исаковой. В сентябре 2018 года перед зданием спортивной школы олимпийского резерва «Динамо» в Кирове был установлен памятник Марии Исаковой (скульптор Людмила Леденцова).

## Награды
- 27 апреля 1957 года - Орден Ленина «за успехи, достигнутые в деле развития массового физкультурного движения в стране, повышения мастерства советских спортсменов, и успешное выступление на международных соревнованиях»
- Награждена орденами Трудового Красного Знамени, "Знак Почета".
- 1986 год - Почётный гражданин города Кирова - где её именем был назван стадион «Динамо» (2003).

## Публикации

### Книги
- Мария Григорьевна Исакова. Учись кататься на коньках — Дополненное и переработанное издание. — М.: Московская Правда, 1950. — 33 с. — 100 000 экз.
- Мария Григорьевна Исакова. К заветным рубежам — Дополненное и переработанное издание. — М.: Физкультура и спорт, 1959. — 304 с. — 25 000 экз.
- Мария Григорьевна Исакова, Герман Михайлович Панов. Конькобежный спорт — М.: Физкультура и спорт, 1976. — 96 с. — (Азбука спорта). — 100 000 экз.

### Статьи
- трехкратная чемпионка мира по конькобежному спорту Мария Исакова. Радость и чистота // журнал "Мурзилка", № 11, 1982 стр.28-29